# Flight of Fancy
Flight of Fancy is de vijfde aflevering van het zevende seizoen van de televisieserie ER, die voor het eerst werd uitgezonden op 9 november 2000.

## Verhaal
Dr. Carter krijgt een tiener onder behandeling die hiv heeft, dit heeft hij al zijn hele leven maar werd geheim gehouden door zijn familie. Dr. Carter besluit dit, ondanks de smeekbeden van zijn oma, toch tegen hem te zeggen. Hij blijkt een vriendin te hebben en is bang dat zij nu ook onbedoeld besmet is, hij neemt haar mee naar dr. Carter voor onderzoek. Tijdens een emotionele ruzie rennen zij naar buiten en hij wordt dan aangereden door een auto wat hij niet overleefd. Nu wordt dr. Carter schuldig aangekeken door de vriendin en oma. 
Dr. Greene wordt opgeroepen om met een traumahelikopter een patiënt voor een harttransplantatie op te halen. De terugweg loopt niet helemaal vlekkeloos maar uiteindelijk komen zij aan bij het ziekenhuis. De dag wordt afgesloten door een bruiloft tussen de patiënt en zijn verloofde.
Dr. Kovac zoekt wanhopig naar de identiteit van de overvaller die hij gedood heeft. 
Nu dr. Greene, dr. Weaver en dr. Kovac afwezig zijn op de SEH krijgt dr. Benton van dr. Romano de leiding over de SEH. Dit gaat, tot frustratie van dr. Benton, niet helemaal vlekkeloos.

## Rolverdeling

### Hoofdrollen
- Anthony Edwards - Dr. Mark Greene
- Noah Wyle - Dr. John Carter
- Laura Innes - Dr. Kerry Weaver
- Alex Kingston - Dr. Elizabeth Corday
- Paul McCrane - Dr. Robert Romano
- Goran Višnjić - Dr. Luka Kovac
- Michael Michele - Dr. Cleo Finch
- Erik Palladino - Dr. Dave Malucci
- Ming-Na - Dr. Jing-Mei Chen
- Eriq La Salle - Dr. Peter Benton
- Megan Cole - Dr. Upton
- Maura Tierney - verpleegster Abby Lockhart
- Yvette Freeman - verpleegster Haleh Adams
- Conni Marie Brazelton - verpleegster Connie Oligario
- Laura Cerón - verpleegster Chuny Marquez
- Deezer D - verpleger Malik McGrath
- Emily Wagner - ambulancemedewerker Doris Pickman
- Kristin Minter - Randi Fronczak

### Gastrollen (selectie)
- John Pyper-Ferguson - Tom Coggins
- Vivian Wu - Janet Wade
- Keith Diamond - rechercheur Stetler
- Carla Gallo - Emma Miller
- Skip Stellrecht - Chaplain Miller
- Jenette Goldstein - dokter in helikopter
- Blake Heron - Trent Larson
- Joanna Miles - Mrs. Larson
- Juanita Moore - Mrs. Barnwell